# 왈츠, Op. 69, No. 2 (쇼팽)
왈츠 10번 B단조 작품번호 69는 프레데리크 쇼팽이 작곡한 피아노 곡이다. 주요 주제는 B단조이며 모데라토의 전체 빠르기로 표시된다.
이 작품은 B장조로 바뀌고 다시 원래의 주제로 되돌아가는 3개의 다른 절과 멜로디로 대체로 침울하다.